# Guillermo Martínez López
Guillermo Martínez López (Camagüey, 28 de junio de 1981) es un exatleta cubano de lanzamiento de jabalina. Durante su carrera deportiva logró una medalla de plata y una de bronce en campeonatos mundiales de atletismo, y dos medallas de oro en Juegos Panamericanos.

## Trayectoria
Empezó la práctica del atletismo en las Escuelas de Iniciación Deportiva en los años 1990, y compitió en diferentes torneos nacionales. Específicamente, en la especialidad del lanzamiento de jabalina comenzó en el año 1998 bajo la dirección de Paulino Suárez. Para el año 2001, ingresó al equipo nacional cubano.
Tras una racha de éxitos en Europa, participó en el campeonato mundial de atletismo de Helsinki y con una marca de 72,68 m se ubicó en la décima posición. Para el año 2006, logró la medalla de oro en los XX Juegos Centroamericanos y del Caribe de Cartagena de Indias con una marca de 84,91 m; y también, en París, se adjudicó el récord nacional cubano con una distancia de 87,17 m.
Para el año 2007, conquistó su primer título panamericano en Río de Janeiro, con un registro de 77,78 m. Además asistió al campeonato mundial de Osaka, en el que se posicionó en el noveno lugar con un tiro de 82,03 m. Sin embargo, no pudo ser parte de la delegación cubana en los Juegos Olímpicos de Pekín por problemas personales.
A pesar de todo, en el campeonato mundial de Berlín del 2009 conquistó su primera medalla de plata con una marca de 86,41 m, por detrás del noruego Andreas Thorkildsen (89,59 m), en lo que, según sus palabras, era su «resurgir en la jabalina internacional».
En su cuarta aparición en un mundial de atletismo, el cual se realizó en Daegu el año 2011, Martínez, con antecedentes de lesiones y sin ritmo de competencia, se colgó la medalla de bronce con un lanzamiento de 84,30 m. Asimismo revalidó su título panamericano en Guadalajara en el 2011 con apenas un lanzamiento, que fue nuevo récord de la competencia y mejor marca personal de 87,20 m. Sin embargo, en los Juegos Olímpicos de Londres no logró pasar de la ronda preliminar y registró una marca de 80,06 m. Desde entonces, su triunfo más relevante lo obtuvo en los Juegos Centroamericanos y del Caribe de 2014 en Veracruz donde ganó la medalla dorada con un lanzamiento de 79,27 m. 
Para el siguiente año, en Toronto, falló en revalidar su título panamericano al ubicarse en la octava posición con un lanzamiento de 74,79 m.
Se retiró oficialmente de la práctica del deporte en el mes de marzo de 2018.